# Tremonton
Tremonton es una ciudad ubicada en el condado de Box Elder en el estado estadounidense de Utah. En el año 2000 tenía una población de 5.592 habitantes y una densidad poblacional de 411,9 personas por km².

## Geografía
Tremonton se encuentra ubicado en las coordenadas 41°42′34″N 112°10′26″O / 41.70944, -112.17389. Según la Oficina del Censo, la localidad tiene un área total de 13,6 km² (5,3 mi²), de la cual toda es tierra.

## Demografía
Según la Oficina del Censo en 2000 los ingresos medios por hogar en la localidad eran de $44,784, y los ingresos medios por familia eran $49,100. Los hombres tenían unos ingresos medios de $36,764 frente a los $22,149 para las mujeres. La renta per cápita para la localidad era de $15,737. Alrededor del 10.0% de la población estaban por debajo del umbral de pobreza.